# 华盛顿大学奥林商学院

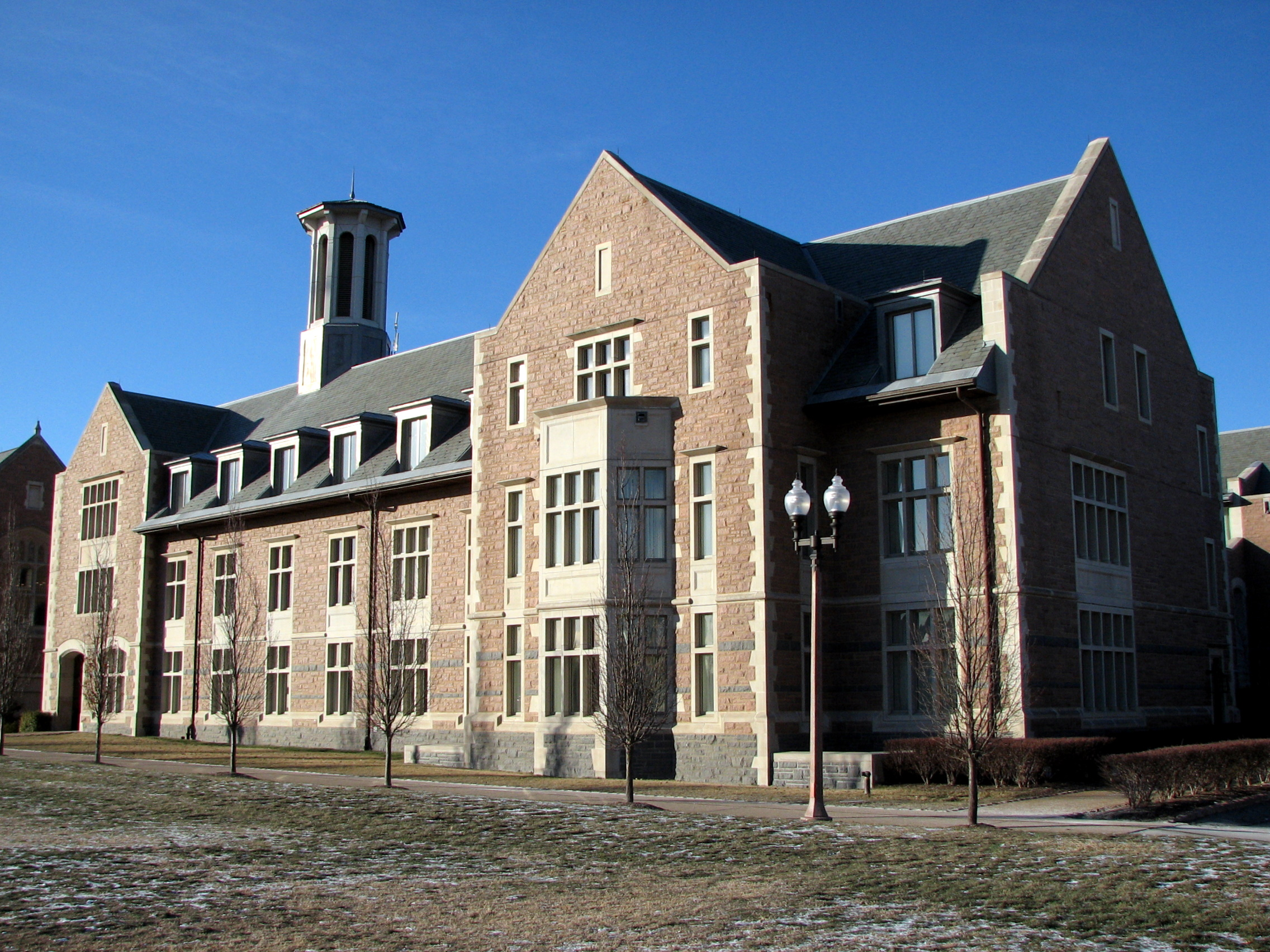
奥林商学院的爵士行政人员教育中心（The Knight Executive Education Center）。

华盛顿大学奥林商学院（英語：Olin Business School）是美國圣路易斯华盛顿大学的七所学院之一 。該商学院最初成立于1917年，1988年為紀念企业家約翰·M·奧林而更名为現在的名字。学校提供BSBA（Bachelor of Science in Business Administration，工商管理學理學士）、工商管理硕士（MBA）、企业管理博士（DBA）等學位。 2002年，奥林商学院与上海的復旦大學管理學院合作開設EMBA课程。  
奥林商学院在全球拥有20,000多名校友。
2005年，布鲁金斯学会的公共政策教育中心與与华盛顿大学奥林商学院合作成立布鲁金斯决策培训中心。布鲁金斯学会与奥林商学院的合作正式启动于2009年1月1日。2009年7月1日，华盛顿大学奥林商学院正式接管布鲁金斯学会决策培训中心，为學習者提供各個方面的课程。2010年7月，华盛顿大学奥林商学院通过布鲁金斯决策培训中心设置领导学研究生学位，招生對象為美國高级联邦行政官员。